# Rotstirn-Blässhuhn
Das Rotstirn-Blässhuhn (Fulica rufifrons) ist eine Vogelart aus der Familie der Rallen (Rallidae), die in Peru, Brasilien, Paraguay, Uruguay, Argentinien und Chile vorkommt. Die Art gilt als monotypisch. Der Bestand wird von der IUCN als nicht gefährdet (Least Concern) eingeschätzt.

## Merkmale
Das Rotstirn-Blässhuhn erreicht ein Körpergewicht des Männchens von 685 bis 735 g und ca. 550 g des Weibchens bei einer Körperlänge von etwa 38 bis 43 cm. Im Gegensatz zu anderen Blässhühnern fehlen die stark vergrößerte Lappen an den Füßen. Das Gefieder ist dunkel schiefergrau mit blasserer Unterseite und schwarzem Kopf und Hals. Die markanten weißen Unterschwanzdecken bilden eine umgekehrte Herzform. Dabei hat es ein charakteristisches Profil mit fast gerader Linie von der Schnabelspitze bis zur knopfartigen Spitze des verlängerten Stirnschildes. Der Schnabel ist gelb, der Rücken und Stirnschild dunkel kastanienrot und die Beine und Füße olivfarben. Es besteht kein Geschlechtsdimorphismus. Jungtiere sind eher einheitlich graubraun, mit charakteristischem spitzem Schild und weißen umgekehrt herzförmig Unterschwanzdecken. Dabei haben sie einige weiße Flecken an der Kehle. Der Schnabel ist schwärzlich.

## Lautäußerungen
Die Laute des Rotstirn-Blässhuhns besteht aus einer langen, schnatternden Serie von Rufen, die als togo togo togo..., ku ku ku..., puhuh puhuh puhuh... beschrieben werden. Der Alarmruf klingt wie ein tuk-Ton.

## Fortpflanzung
In Chile brütet das Rotstirn-Blässhuhn von August bis Oktober, in Argentinien von Mai bis November und in Perus von September bis Januar. Es gilt als monogam. Das Nest wird aus Pflanzenmaterial gebaut und ist relativ klein für ein Vogel dieser Gattung. Meist ist es gut versteckt und ein wenig im Wasser. Die Art ist bei der Wahl des Nistplatzes sehr anpassungsfähig, doch ist es normalerweise auf tiefe Gebiete beschränkt. Ein Gelege kann aus zwei bis neun Eiern bestehen, meist aber aus fünf bis sechs. Späte Gelege sind meist kleiner als die Früheren. Die flaumigen Küken sind schwarz, der Oberkopf teilweise nackt rosa und blau, die Kehle mit einigen breiten, flachen, orangefarbenen Borsten, der Schnabel rot mit zwei bis drei schwarzen Bändern. Nach dem Schlüpfen der Küken wird das Nest oft mit feinerem Material neu ausgekleidet und dient mindestens vier Tage lang als Brutplattform. Ein Bruterfolg von 83 % in Cabo San Antonio im Osten Argentiniens ist außerordentlich hoch. Zweitbruten sind häufig, werden aber selbst bei gut ausgebrütetem Gelege meist aufgrund menschlicher Eingriffe schnell verlassen. Es kommt häufig vor, dass die Kuckucksente (Heteronetta atricapilla) das Nest als Wirt für Brutparasitismus nutzt. Es gibt nur wenige Berichte, dass das Rotstirn-Blässhuhn seine Brut nach solch einen Brutparasitismusversuch verlässt.

## Verhalten und Ernährung
Das Rotstirn-Blässhuhn ernährt sich vorwiegend von der Oberfläche und pickt nach Algenfarnen und Wasserlinsen. Es taucht aber auch geschickt ab und grast in Hochlandgebieten in der Nähe von Gewässern, wenn die Sümpfe saisonal austrocknen. Man sieht es im Allgemeinen in losen Schwärmen, manchmal auch im Verbund mit dem Gelbschnabel-Blässhuhn (Fulica armillata).

## Verbreitung und Lebensraum

Verbreitungsgebiet (grün) des Rotstirn-Blässhuhns

Das Rotstirn-Blässhuhn bevorzugt halboffene Sümpfe und schilfbewachsene Seen, insbesondere mit viel schwimmenden Wasserlinsen und Wasserfarnen und oft sehr flachem Wasser. Meist ist es inmitten der Vegetation anzutreffen und verlässt selten seine Deckung. Es bewohnt das Tiefland bis Höhenlagen von 800 Meter. Im Nordwesten Argentiniens kann es bis 2100 Meter vorkommen.

## Migration
Es gibt keine regelmäßigen Bewegungsaufzeichnungen des Rotstirn-Blässhuhns, so dass man von einem Standvogel ausgeht. Gelegentliche Zuströme deuten aber auf eine gewisse Wanderaktivität oder Zerstreuung hin. Ein in São Paulo gesichteter Vogel muss offensichtlich dort hingezogen sein. In Cabo San Antonio verlassen die meisten Tiere im Winter die ausgetrockneten Sümpfe. Die verbleibenden Vögel sind dort meist Jungvögel.

## Etymologie und Forschungsgeschichte
Die Erstbeschreibung des Rotstirn-Blässhuhns erfolgte 1861 durch Rudolph Amandus Philippi und Christian Ludwig Landbeck unter dem wissenschaftlichen Namen Tulica rufifrons. Als Verbreitungsgebiet gaben sie Chile an. 1758 führte Carl von Linné die für die Wissenschaft neue Gattung Fulica ein. Dieser Name hat sein Ursprung in lateinisch fulica, fuliga, fulix, fulicis ‚Wasserhuhn‘. Der Artname rufifrons ist ein Wortgebilde aus lateinisch rufus ‚rot, rötlich‘ und lateinisch frons, frontis ‚vorder Oberkopf,  Stirn‘.